# دل‌سوختگی
دل‌سوختگی (انگلیسی: Heartburn) فیلمی در ژانر کمدی-درام به کارگردانی مایک نیکولز است که در سال ۱۹۸۶ منتشر شد.

## بازیگران
- مریل استریپ
- جک نیکلسون
- جف دانیلز
- مورین استیپلتون
- استوکارد چنینگ
- ریچارد ماسور
- کاترین اوهارا
- استون هیل
- میلوش فورمن
- مرسدس روئل
- کنت ولش
- کوین اسپیسی
- میمی گامر
- ناتاشا لیون
- تونی شالهوب